# Сан-Луиш Сарайва, Франсишку де
Франси́шку де Сан-Луи́ш Сара́йва (порт. Francisco de São Luís Saraiva; 26 января 1766, Понти-ди-Лима, Португалия — 7 мая 1845, Лиссабон, Португалия) — португальский кардинал. Титулярный епископ Дуры и коадъютор, с правом наследования, епархии Коимбры с 18 декабря 1821 по 19 апреля 1822. Епископ Коимбры с 19 апреля 1822 по 30 апреля 1824. Председатель Палаты депутатов Португалии в 1826 и в 1834. Министр внутренних дел Португалии в правительстве Палмелы с 24 сентября 1834 по 16 февраля 1835. Восьмой Патриарх Лиссабона с 12 декабря 1842 по 7 мая 1845. Кардинал-священник с 19 июня 1843.